# GAZ AA/MM
Il GAZ-AA era un autocarro leggero/medio prodotto in Unione Sovietica durante gli anni '30 dalla Gor'kovskij avtomobil'nyj zavod di  Nižnij Novgorod. È stato il primo camion commerciale dell'azienda. Come suggerisce il nome, questo camion era basato sull'americano Ford Model AA (1929-1931), dopo un accordo tra Ford e l'Unione Sovietica per la produzione di veicoli.

## Storia
Meccanicamente, la GAZ-AA era poco più di una versione in qualche modo modernizzata e semplificata della Ford Model AA americana. Il telaio, la qualità dell'acciaio e le sospensioni sono stati rinforzati per le dure condizioni meteorologiche della Russia. 
Oltre a un camion a pianale standard, il GAZ-AA era disponibile anche in molte altre varianti, come una versione a tre assi (GAZ-AAA), un autobus (GAZ-03-30) e persino un furgone di grandi dimensioni, insieme a innumerevoli altri. È stato realizzato anche in versione ambulanza (il GAZ-55). Servì anche come base per i veicoli militari BA-27, BA-3 e BA-6, insieme ad alcuni altri. Il nuovo design del camion fu rapidamente abbracciato dall'Unione Sovietica e lo stabilimento avrebbe continuato a costruire 60 camion al giorno. Insieme allo ZIS-5, un po' più grande e potente, il GAZ-AA fu acquistato dall'esercito sovietico in gran numero.
A causa della Grande Guerra Patriottica in corso, questo causò carenze di materiali, e così, la GAZ-AA avrebbe dovuto essere semplificata come la GAZ-MM, in alcuni veicoli non c'erano porte, freni anteriori, paraurti anteriori, parafanghi anteriori stampati furono sostituiti con quelli lisci saldati e rimase solo un faro. Tuttavia, questa variante aveva il più potente motore GAZ-M1.
Dopo la guerra, la GAZ continuò la produzione di una versione modernizzata della MM, tuttavia, la sua interruzione era imminente, a causa del lancio della gamma di camion GAZ-51 completamente nuova. Così, nel 1947, la GAZ smise di costruire la MM e trasferì gli utensili allo stabilimento UAZ di Ulyanovsk, dove la produzione continuò fino al 1956.
Dall'inizio degli anni '60, l'uso massiccio di autocarri GAZ-AA e GAZ-MM iniziò ad essere ritirato, in connessione con il divieto (dal 1962) di utilizzare le auto con freni meccanici in URSS.
Furono costruiti vari prototipi basati su GAZ-AA e MM, tra cui una versione con il motore a 6 cilindri della GAZ 11-73, a sua volta basata su un progetto Dodge. Questa versione utilizzava la griglia della più recente Ford Model BB americana e ricevette anche alcuni altri ammodernamenti al design. Tuttavia, non entrò in produzione, ma questo stesso motore continuò ad essere utilizzato nel GAZ-AA e nel successore di MM, il camion GAZ-51, e in varie altre applicazioni, fino agli anni '90.
I motori GAZ-AA e MM, insieme ad alcune altre parti, sono stati utilizzati anche nelle jeep GAZ-64 e GAZ-67 e anche nel veicolo militare BA-64.